# Mwongo Matamba
Mwongo Matamba, född okänt år, död efter 1631, var en afrikansk monark, drottning av kungariket Matamba under 1600-talet början. 
Hon regerande kungariket Matamba när det invaderades av portugiserna under Luis Mendes de Vasconcelos 1618-20. Matamba, som under 1500-talet varit ett mäktigt kungarike, försvagades svårt av detta, och Mwongo Matamba tillfångatogs 1631 av Imbangala-armén under drottning Nzinga. 
Nzinga erövrade Matamba och inkorporerade det i sitt eget rike Ndongo i ett dubbelkungadöme. Mwongo Matamba blev därmed Matambas sista monark, men Nzinga lät en tid henne och hennes dotter till namnet kvarstå som drottning och kronprinsessa. 